# Комиссаровка (Перевальский район)
Комиссаровка (укр. Комісарівка) — посёлок, относится к Перевальскому району. Находится под контролем Луганской Народной Республики.

## Географическое положение
Посёлок расположен на правом берегу реки Лозовой, правого притока Лугани (бассейн Северского Донца). Соседние населённые пункты: село Вергулёвка (выше по течению Лозовой) и посёлок Боржиковка на западе, посёлок Вергулёвка (на противоположном берегу Лозовой) на севере, село Оленовка (ниже по течению Лозовой) на северо-востоке, посёлки Байрачки на востоке, Софиевка, Центральный на юго-востоке, Круглик на юго-западе.

## История
Являлась селом Еленовской волости Славяносербского уезда Екатеринославской губернии Российской империи.
В 1946 году здесь был заложен опытный плодовый сад.
В 1961 году здесь был построен и введен в эксплуатацию завод торгового машиностроения.
В 1963 году Комиссаровка стала посёлком городского типа.
В январе 1989 года численность населения составляла 3118 человек.
В мае 1995 года Кабинет министров Украины утвердил решение о приватизации завода торгового машиностроения.
На 1 января 2013 года численность населения составляла 1735 человек.

## Транспорт
В посёлке находится железнодорожная станция Баронская (линия Дебальцево — Родаково).

## Орган власти
Избирательным органом местной власти является Комиссаровский поселковый совет, главой Исполнительного Комитета Комиссаровского поселкового совета в 2011 году был избран Безручко Евгений Фёдорович.
На данный момент им является Лазарева Валентина Николаевна 
Адрес Комиссаровского поселкового совета:
94325, Луганская обл., Перевальский р-н, пгт. Комиссаровка, кв. Молодёжный, д. 1